# CNA D4
Il CNA D4, citato anche come CNA D.IV, fu un motore aeronautico a cilindri contrapposti (4 cilindri), raffreddato ad aria, sviluppato dall'azienda italiana Compagnia Nazionale Aeronautica (CNA) negli anni trenta.
Destinato a velivoli leggeri ebbe un discreto successo commerciale equipaggiando modelli di costruzione nazionale.

## Storia del progetto
Il progetto del D4 si deve all'iniziativa del pilota e costruttore Francis Lombardi, il quale, dopo aver portato in volo con successo il prototipo del suo L.3 equipaggiato con un motore Walter Persy decise di rivolgersi alla direzione tecnica della CNA nella figura dell'ingegner Gianini. L'esigenza di avviare una produzione in serie del velivolo necessitava di una disponibilità di motori a un prezzo contenuto e Lombardi discusse con Gianini sulla fattibilità di ottenere un propulsore che, all'interno di un ordine per 100 unità, non superasse le 20 000 lire ciascuno.

## Utilizzatori
(lista parziale)
 Francia
- Druine Condor (solo D.60, prototipo)

 Italia
- Aermacchi MB.308 (solo prototipo)
- AVIA FL.3
- CNA PM.1
- SAI Ambrosini 10 Grifone (solo prototipo)